# Оксид цезію
Окси́д це́зію — неорганічна бінарна сполука Цезію та Оксигену складу Cs2O. Помаранчеві кристали, які червоніють при нагріванні і згодом стають чорними. Проявляє сильні осно́вні властивості. Основними природними джерелами оксиду цезію є мінерали полуцит і вороб'євіт.

## Поширення у природі

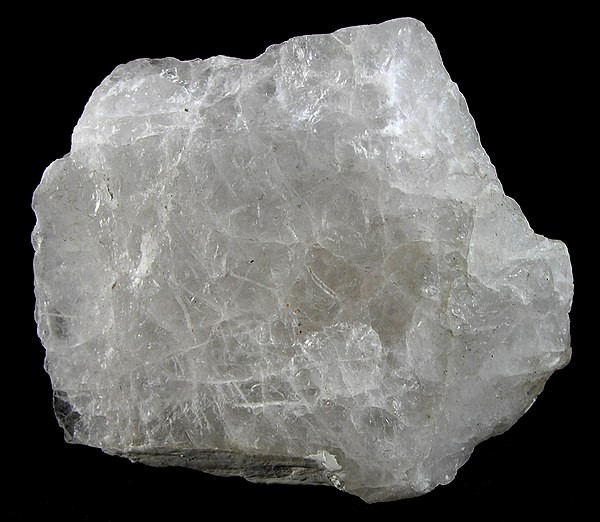
Полуцит

Оксид цезію зустрічається у земній корі у мінералах, багатих на SiO2 та Al2O3 (часто разом з оксидом рубідію). Основними мінералами, які містять Cs2O є полуцит і вороб'євіт. Незначні його кількості присутні також у лепідоліті та амазоніті.

## Фізичні властивості
Оксид цезію предсталяє собою помаранчеві кристали. При нагріванні кристали червоніють і невдовзі стають чорними. Сполука стійка до сухого повітря, але чутлива до світла (темнішає та розкладається). Активно взаємодіє з водою та дещо менше зі спиртами.

## Отримання
Оксид цезію можна синтезувати взаємодією цезію з киснем на холоді:
{\displaystyle \mathrm {4Cs+O_{2}{\xrightarrow {lowT}}2Cs_{2}O} }
При звичайних температурах продуктом спалювання цезію є його супероксид. Прокалюванням супероксиду можна отримати оксид:
{\displaystyle \mathrm {Cs+O_{2}\rightarrow CsO_{2}} }
{\displaystyle \mathrm {CsO_{2}{\xrightarrow {400-640^{o}C}}Cs_{2}O_{2}+O_{2}{\xrightarrow {640-980^{o}C}}Cs_{2}O+O_{2}} }
Оксид також утворюється при прокалювання карбонату цезію:
{\displaystyle \mathrm {Cs_{2}CO_{3}{\xrightarrow {620-1000^{o}C,vacuum}}Cs_{2}O+CO_{2}\uparrow } }

## Хімічні властивості
За підвищених температур оксид цезію розкладається:
{\displaystyle \mathrm {2Cs_{2}O{\xrightarrow {300-500^{o}C}}2Cs+Cs_{2}O_{2}} }
Активно взаємодіє з водою, утворюючи сильнолужний розчин гідроксиду цезію:
{\displaystyle \mathrm {Cs_{2}O+H_{2}O\rightarrow 2CsOH} }
В атмосфері водню з Cs2O швидко утворюється його гідрид та гідроксид:
{\displaystyle \mathrm {Cs_{2}O+H_{2}{\xrightarrow {180^{o}C}}CsH+CsOH} }
Проявляє сильні осно́вні властивості, реагуючи з кислотами, кислотними оксидами а також рідким амоніаком:
{\displaystyle \mathrm {Cs_{2}O+2HCl\rightarrow 2CsCl+H_{2}O} }
{\displaystyle \mathrm {Cs_{2}O+CO_{2}\rightarrow Cs_{2}CO_{3}} }
{\displaystyle \mathrm {Cs_{2}O+NH_{3}{\xrightarrow {-50^{o}C}}CsNH_{2}\downarrow +CsOH} }